# Tomislav Ivić
Tomislav Ivić (n. 30 iunie 1933 - d. 24 iunie 2011) a fost un fotbalist și antrenor de fotbal croat.
În aprilie 2007 curierul italian La Gazzetta dello Sport l-a numit cel mai de succes antrenor de fotbal din istorie, pentru cele 7 titluri naționale câștigate în 5 țări diferite.
Ivić a antrenat echipe din 14 țări diferite, inclusiv 4 echipe naționale, cucerind titluri și cupe în 6 țări (Iugoslavia, Olanda, Belgia, Grecia, Portugalia și Spania). El a câștigat 7 campionate naționale (3 în Iugoslavia, și câte 1 în Grecia, Portugalia, Olanda și Belgia), 6 cupe naționale (4 în Iugoslavia și câte 1 în Spania și Portugalia), o Supercupă a Europei și o Cupă Intercontinentală.
Tomislav Ivić a decedat pe 24 iunie 2011, cu o săptămână înainte de cea de-a 78-a sa aniversare, în orașul său natal Split. S-a anunțat că el suferea de probleme cardiace și diabet.

## Statistici
| Echipa      | Țara          | Început      | Sfârșit       | Rezultate                | Rezultate                | Rezultate                | Rezultate                | Rezultate  |
| Echipa      | Țara          | Început      | Sfârșit       | M                        | V                        | R                        | Î                        | Victorii % |
| ----------- | ------------- | ------------ | ------------- | ------------------------ | ------------------------ | ------------------------ | ------------------------ | ---------- |
| Iugoslavia  | Iugoslavia    | Nov 1973     | Mar 1974      | 11                       | 3                        | 3                        | 5                        | 27,27      |
| Ajax        | Țările de Jos | 1 July 1976  | 30 June 1978  | &&&&&&&&&&&&&&-1.1000000 | &&&&&&&&&&&&&&-1.1000000 | &&&&&&&&&&&&&&-1.1000000 | &&&&&&&&&&&&&&-1.1000000 | —          |
| Anderlecht  | Belgia        | 1980         | 1982          | &&&&&&&&&&&&&&-1.1000000 | &&&&&&&&&&&&&&-1.1000000 | &&&&&&&&&&&&&&-1.1000000 | &&&&&&&&&&&&&&-1.1000000 | —          |
| Galatasaray | Turcia        | June 1983    | June 1984     | 40                       | 19                       | 12                       | 9                        | 47,5       |
| Porto       | Portugalia    | July 1987    | June 1988     | 54                       | 40                       | 11                       | 3                        | 74,07      |
| Paris SG    | Franța        | July 1988    | 1990          | 86                       | 41                       | 21                       | 24                       | 47,67      |
| Marseille   | Franța        | July 1991    | October 1991  | &&&&&&&&&&&&&&-1.1000000 | &&&&&&&&&&&&&&-1.1000000 | &&&&&&&&&&&&&&-1.1000000 | &&&&&&&&&&&&&&-1.1000000 | —          |
| Porto       | Portugalia    | Aug 1993     | 30 Jan 1994   | 28                       | 18                       | 8                        | 2                        | 64,29      |
| Iran        | Iran          | Dec 1997     | Apr 1998      | 5                        | 1                        | 2                        | 2                        | 20         |
| Marseille   | Franța        | October 2001 | November 2001 | &&&&&&&&&&&&&&-1.1000000 | &&&&&&&&&&&&&&-1.1000000 | &&&&&&&&&&&&&&-1.1000000 | &&&&&&&&&&&&&&-1.1000000 | —          |
| Total       | Total         | Total        | Total         | 184                      | 103                      | 45                       | 36                       | 55,98      |

## Palmares

### Național
- Prima Ligă Iugoslavă (3): 1974, 1975, 1979  (toate cu Hajduk Split)
- Cupa Iugoslaviei (4): 1972, 1973, 1974, 1976 (toate cu Hajduk Split)
- Eredivisie (1): 1976-77 (cu Ajax)
- Prima Ligă Belgiană (1): 1980-81 (cu Anderlecht)
- Campionatul Greciei (1): 1985-86 (cu Panathinaikos)
- Primeira Liga (1): 1987–88 (cu FC Porto)
- Taça de Portugal (1): 1988 (cu FC Porto)
- Copa del Rey (1): 1991 (cu Atlético Madrid)

### Internațional
- Supercupa Europei (1): 1987 (cu FC Porto)
- Cupa Intercontinentală (1): 1987 (cu FC Porto)